# Uvariopsis sessiliflora
Uvariopsis sessiliflora är en kirimojaväxtart som först beskrevs av Gottfried Wilhelm Johannes Mildbraed och Friedrich Ludwig Diels, och fick sitt nu gällande namn av Robyns och Jean H.P.A. Ghesquière. Uvariopsis sessiliflora ingår i släktet Uvariopsis och familjen kirimojaväxter. Inga underarter finns listade i Catalogue of Life.